# Ruth Clifford
Ruth Clifford (Pawtucket, 17 febbraio 1900 – Woodland Hills, 30 novembre 1998) è stata un'attrice e doppiatrice statunitense.

## Biografia
Studiò al St. Mary's Seminary di Narragansett, Rhode Island, quindi, dopo la morte della madre avvenuta nel 1911, si trasferì a Los Angeles da una zia attrice. Iniziò a lavorare come comparsa e poi a 15 anni avviò la sua carriera all'Universal con ruoli di rilievo.
Successivamente ebbe parti più o meno secondarie tra cui quella di Ann Rutledge, l'amante di Abraham Lincoln, nel film The Dramatic Life of Abraham Lincoln (1924). L'avvento del film sonoro vide progressivamente calare le sue partecipazioni in ruoli sempre minori.
Era una delle attrici preferite del regista John Ford con cui fece 8 film, ma raramente in ruoli di rilievo. Fu anche per qualche tempo doppiatrice per Minnie e Paperina di Walt Disney.
Sposò James Cornelius, costruttore di Beverly Hills da cui ebbe un figlio e dal quale divorziò nel 1938.

## Filmografia parziale
- Behind the Lines, regia di Henry MacRae (1916)
- Polly Put the Kettle On
- The Bubble of Love
- Eternal Love, regia di Douglas Gerrard (1917)
- A Kentucky Cinderella regia di Rupert Julian (1917)
- Mother o' Mine, regia di Rupert Julian (1917)
- The Mysterious Mr. Tiller, regia di Rupert Julian (1917)
- The Desire of the Moth, regia di Rupert Julian (1917)
- The Door Between, regia di Rupert Julian (1917)
- Cuor di selvaggio (The Savage), regia di Rupert Julian (1917)
- Hands Down, regia di Rupert Julian (1918)
- The Kaiser, the Beast of Berlin, regia di Rupert Julian (1918)
- Follia di mezzanotte (Midnight Madness), regia di Rupert Julian (1918)
- The Cabaret Girl, regia di Douglas Gerrard (1918)
- Il predone di Megdelane (The Millionaire Pirate), regia di Rupert Julian (1919)
- The Amazing Woman, regia di John G. Adolfi (1920)
- The Invisible Ray, regia di Harry A. Pollard (1920)
- Tropical Love, regia di Ralph Ince (1921)
- The Face on the Bar-Room Floor, regia di John Ford (1923)
- Truxton King, regia di Jerome Storm (1923)
- April Showers, regia di Tom Forman (1923)
- Ponjola, regia di Donald Crisp (1923)
- Hell's Hole, regia di Emmett J. Flynn (1923)
- Il sussurro della calunnia (The Whispered Name), regia di King Baggot (1924)
- The Dramatic Life of Abraham Lincoln, regia di Philip Rosen (1924)
- Butterfly, regia di Clarence Brown (1924)
- As Man Desires, regia di Irving Cummings (1925)
- Her Husband's Secret, regiadi Frank Lloyd (1925)
- Il fantasma dell'Opera (The Phantom of the Opera), regia di Rupert Julian (1925)
- The Love Hour, regia di Herman C. Raymaker (1925)
- Rivista delle nazioni (The Show of Shows), regia di John G. Adolfi (1929)
- The Constant Woman (1933)
- Hollywood Boulevard (1936) (uncredited)
- Safety in Numbers (1938)
- Il canto del fiume (Swanee River), regia di Sidney Lanfield (1939)
- It Happened in Flatbush (1942)
- In nome di Dio (3 Godfathers), regia di John Ford (1948)
- Father Was a Fullback, regia di John M. Stahl (1949)
- Non abbandonarmi (Not Wanted), regia di Elmer Clifton (1949)
- La carovana dei mormoni (Wagon Master), regia di John Ford (1950)
- Un uomo tranquillo (The Quiet Man), regia di John Ford (1952)
- Il principe degli attori (Prince of Players), regia di Philip Dunne (1955)
- Sentieri selvaggi (The Searchers), regia di John Ford (1956)